# USS Nassau (CVE-16)
Pour les autres navires du même nom, voir USS Nassau.
L'USS Nassau (AVG-16/ACV-16/CVE-16/CVHE-16/CVU-16) est un porte-avions d'escorte de classe Bogue construit pour la marine américaine pendant la Seconde Guerre mondiale.

## Construction
Le Nassau est un des premiers navires de la Classe Bogue, des porte-avions d'escorte construits dans l'urgence au début du conflit. Construit au chantier de Tacoma (près de Seattle), il est nommé en référence à un bras de mer du littoral de Floride, tout près de Jacksonville.

## Service
Affecté au théâtre pacifique, le Nassau effectue surtout des missions de transport d'avions au profit des bases insulaires et des porte-avions d'escadre. Fin 1942 et début 1943, ces missions l'emmènent à des allers-retours entre Pearl Harbor d'une part, Nouméa, l'atoll Palmyra, et les Nouvelles-Hébrides d'autre part. Après une période d'exercices en Californie, le navire prend la destination de l'Alaska en avril 1943. Au moins de mai, ses avions fournissent un soutien aérien aux Marines engagés dans la Bataille d'Attu, ce qui en fait le seul porte-aéronefs américain à prendre par à la campagne des îles Aléoutiennes. Après la victoire à Attu, le Nassau opère à nouveau des convoyages d'avions vers l'Australie puis Samoa. En octobre 1943, il embarque une unité des Marines, l'escadron de chasse VMFA-225, pour le transporter vers Tarawa. La prise de Tarawa étant plus longue que prévue, l'escadron ne peut être immédiatement débarqué vers des bases terrestres, et opère quelque temps des patrouilles depuis le Nassau. À la fin du mois de janvier 1944, il prend part à la campagne des îles Gilbert et Marshall, puis, dans les mois suivants, reprend les missions de transport d'avions. Plus tard dans l'année, il rejoint la Task Force 38 pour ses opérations contre Palau, puis les Philippines et Taiwan. Au cours de ces batailles, le Nassau et d'autres porte-avions d'escorte restent en arrière, avec les pétroliers de ravitaillement, et fournissent des avions de remplacement aux porte-avions qui sont en première ligne, pour compenser les pertes au combat. Il ramène ensuite des avions endommagés vers des bases arrière pour réparations. Après la perte du porte-avion léger USS Princeton pendant la Bataille du golfe de Leyte (24 octobre 1944), le Nassau ramène 382 survivants de son équipage à San Diego. Il reprend ensuite des missions de convoyage d'avions, jusqu'à la fin du conflit.

## Décoration
La navire a reçu cinq battle star.

## Fin de vie
Mis en réserve en 1946, le navire n'est jamais remobilisé et est vendu à la ferraille en 1961.